# Merlot
Merlot Noir oder Merlot [mɛʁˈlo] ist eine Rotweinsorte. Sie stammt aus Frankreich aus der Gegend um Bordeaux. Die Sorten Merlot und Cabernet Sauvignon haben in den letzten Jahrzehnten fulminant an Fläche zugelegt. Merlot ist hinter Cabernet Sauvignon und vor Tempranillo und Airén die Nr. 2 im weltweiten Flächenranking, mit einer Gesamtfläche von 266.440 Hektar.

## Abstammung, Herkunft
Die aus Frankreich stammende Sorte ist eine Kreuzung von der nahezu ausgestorbenen Rebsorte Magdeleine Noire des Charentes und Cabernet Franc.
Erste schriftliche Erwähnung im Bordeaux findet sich im 14. Jahrhundert: Zu jener Zeit wurde der Merlot noch „Crabatut noir“ genannt und galt eher als Sekundärsorte. Eine erste komplette Beschreibung der Sorte wurde von Victor Rendu im Jahr 1857 in seinem Werk Ampélographie française gegeben. Im Jahr 1784 wird die Rebsorte bereits Merlot genannt und galt schon als eine der wichtigsten Sorten des Bordelais. Noch im 19. Jahrhundert ist die Sorte die dominante Sorte des Médocs.
In der Region Venetien, Italien, wird der Merlot ab dem Jahr 1855 unter dem Synonym „Bordò“ erwähnt, und im Schweizer Tessin ist die Präsenz der Sorte seit der Zeit zwischen 1905 und 1910 dokumentiert.
Forscher der University of California in Davis glaubten, dass die Rebsorte in enger Verwandtschaft zum Cabernet Franc steht und ihrerseits eine Vorgängersorte des Carménères ist. Da Carménère- und Merlotweinstöcke sich äußerlich stark ähneln, wurden aus Frankreich importierte Reben in Chile meist in „Mischbeständen“ gepflanzt. Weil die Rebsorte in Frankreich durch die Reblausplage nahezu vollständig verschwand, geriet der Name Carménère Anfang des 20. Jahrhunderts in Vergessenheit. Man hielt die chilenischen Reben fortan wegen ihrer Ähnlichkeit für eine Variante des Merlots. Niemand konnte jedoch den deutlichen Geschmacksunterschied zwischen Merlotweinen aus Chile und denen anderer Länder erklären. Diesen Irrtum konnte der französische Ampelograph Jean-Michel Boursiquot 1994 durch DNS-Analyse endgültig beseitigen.
Die Bezeichnung Merlot kommt vom französischen Wort merle (deutsch Amsel) und soll auf die Vorliebe der Amseln für die rote Rebsorte hinweisen. Der Name kann aber auch eine Anspielung auf die schwarzblaue Färbung der Beeren sein.
Es gibt auch die Mutationen „Merlot Gris“ und „Merlot Rose“ (ca. 1980 in Brasilien entdeckt). Die Rebsorte Merlot Blanc entstand aus einer natürlichen Kreuzung des Merlots mit der Rebsorte Folle Blanche. „Merlot Khorus“ entstand 2002 aus einer Kreuzung von Merlot Noir und Kozma 20-3 an der University in Udine, Institute of Applied Genetics (IGA).
Merlot Noir war Kreuzungspartner bei 51 Neuzüchtungen (Stand 2015): Artzebat, bruni 360, Bruni 452, Karminrot, Cosmo 97, Cosmo 108, Cosmo 109, Cosmo 110, Cosmo 111, Dimitra, Ederena, Evmolpiya, Ferradou, Fertilia, Hongzhilu, Incrocio Terzi 1, Mamaia, Margot, Meichum, Meinongs N, Meiyu, Mendeleum, Mendioberena, Merlan, Merlese, Merlot Blanc, Merlot Kanthus, Merlot Khorus, Meynieu 6-8, morela, Negru de Yaloven, Nigra, Plamennyi, prodest, Proffessor Guzon, Rebo, Rigotti 81-6, Rigotti 95-5, Rigotti 125, Sennen Vesna, VRH 1-11-82, VHR !-28-82, VHR 1-34-82, XIV 11-57, Yama Merlot. Sie wurde auch für Züchtung von Unterlagen verwendet wie Millardet & Grasset 11, 12, 21, 23 und 27.

## Ampelografische Merkmale

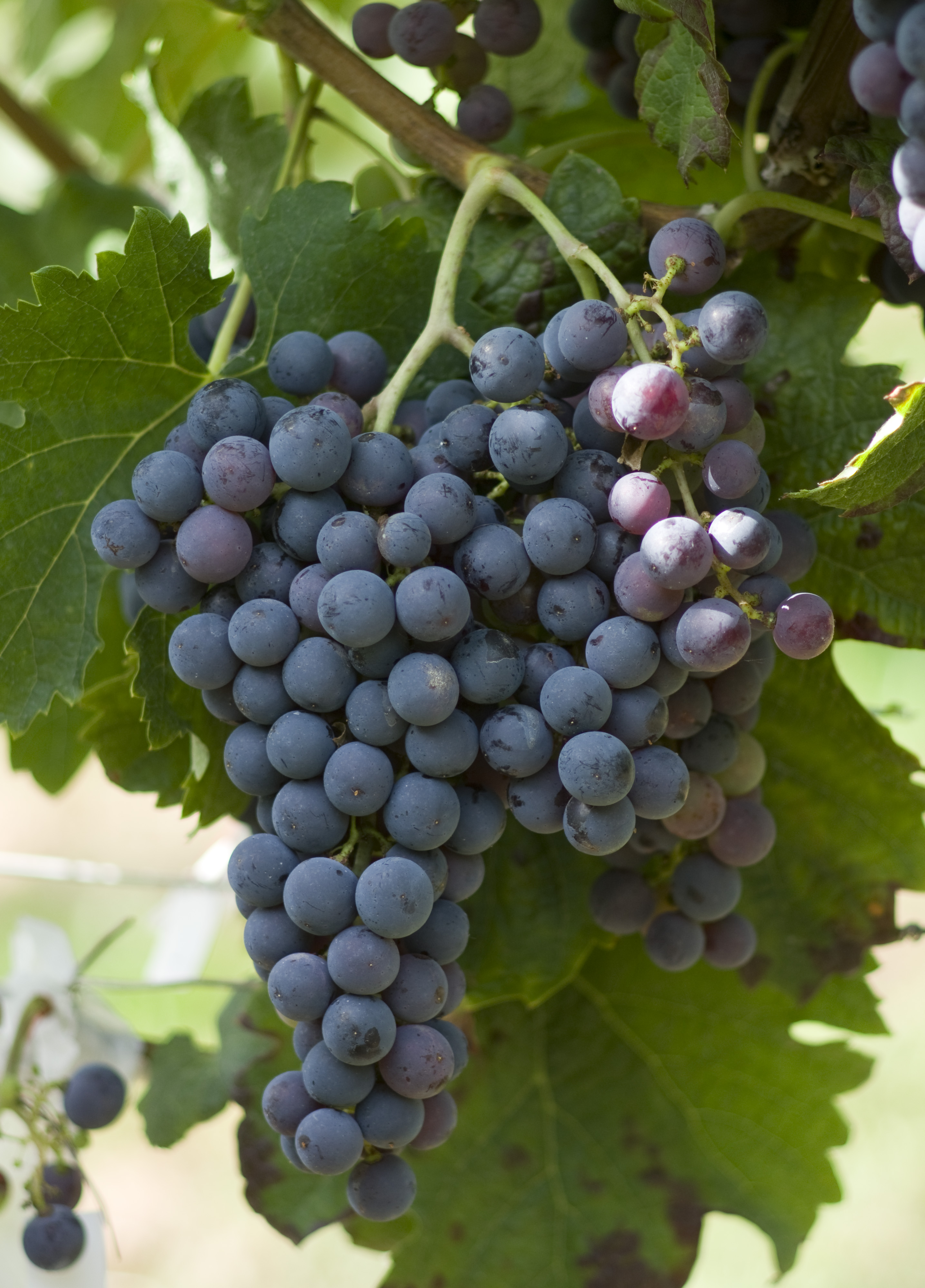
Merlot-Traube
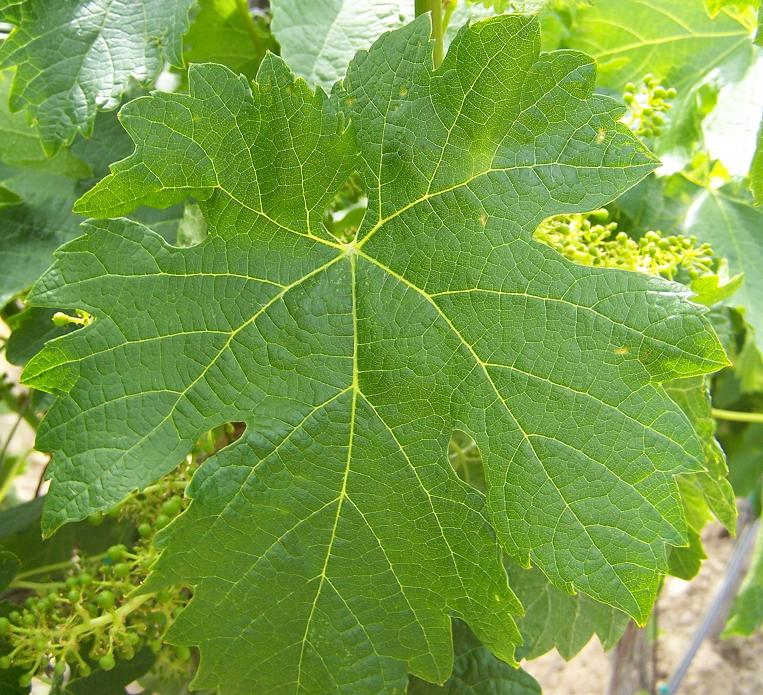
Merlot-Blatt
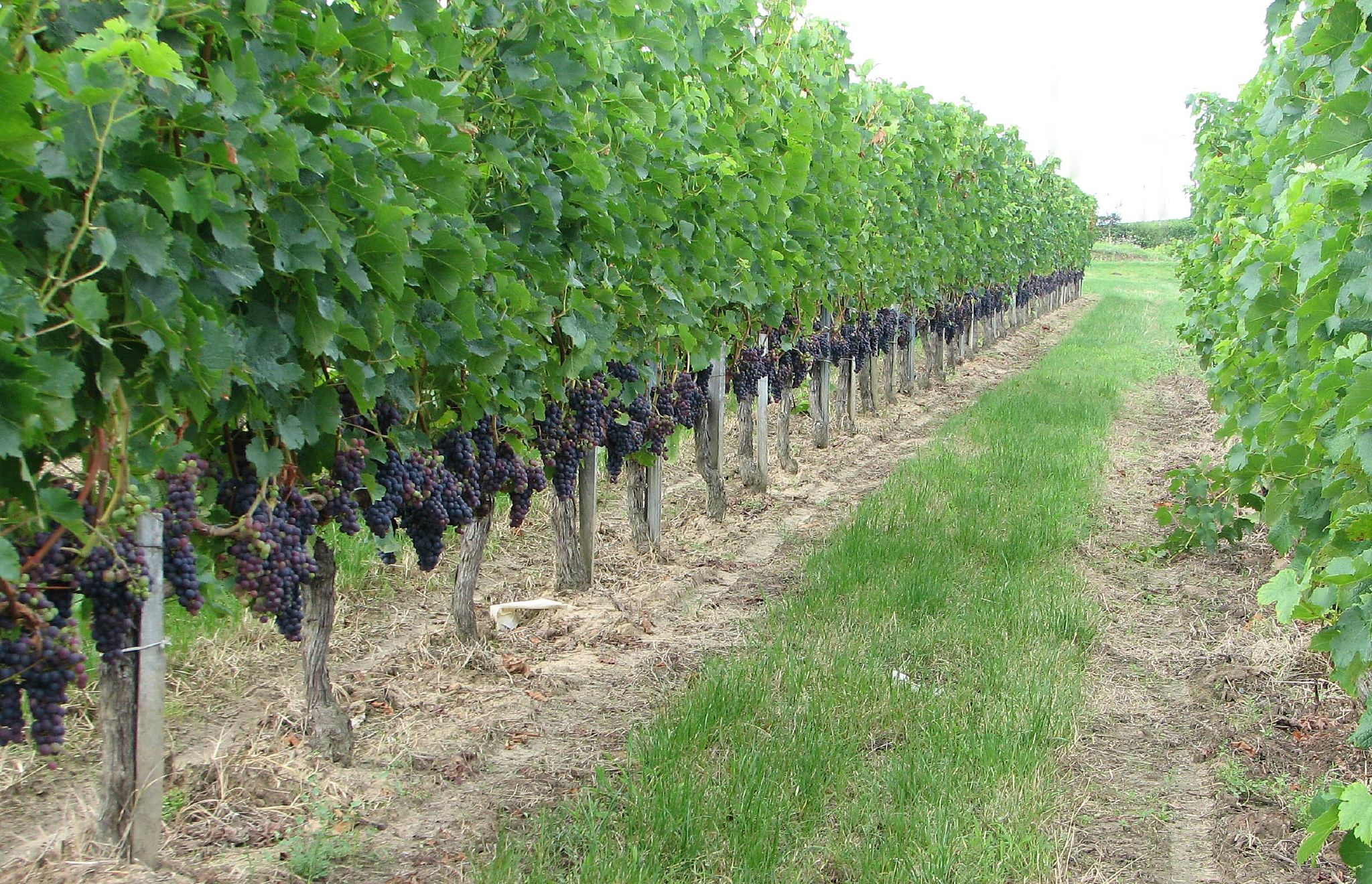
Merlot
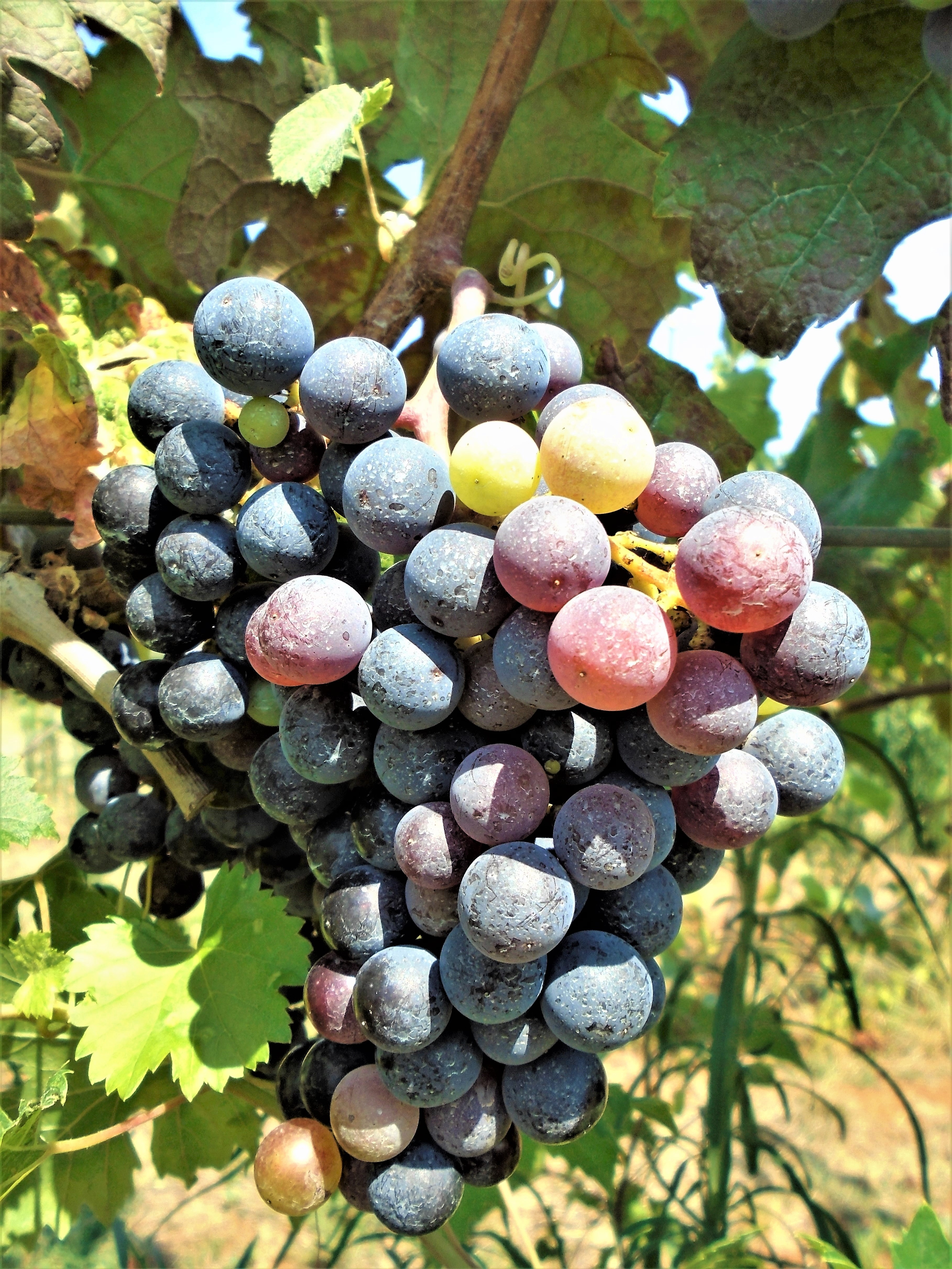
Merlot-Traube während der Reifung

- Die Triebspitze ist offen. Sie ist stark wollig behaart und rötlich gerändert. Die Jungblätter sind weißflammig überzogen und bereits fünflappig ausgeprägt.
- Die mittelgroßen bis großen Blätter sind fünflappig und mitteltief gebuchtet. Die Stielbucht ist U-förmig geöffnet. Das Blatt ist ungleichmäßig gezähnt.
- Die walzenförmige Traube ist mittelgroß, manchmal geschultert oder verzweigt und lockerbeerig. Die rundlichen Beeren sind klein bis mittelgroß und von schwarzblauer Farbe. Die Beerenhaut ist dünnschalig.

Reife: Sie gilt als mittel bis mittelspät reifend. Auf guten Standorten früh reifend.

## Eigenschaften
Vorteilhaft ist, dass sie geringe Ansprüche an den Boden stellt, eine geringe Oidium-Anfälligkeit, eine geringe Peronospora-Anfälligkeit des Laubes und eine geringe Botrytis-Anfälligkeit besitzt. Die Beeren haben eine geringe Neigung zum Platzen.
Nachteilig ist, dass sich durch den frühen Austrieb eine höhere Spätfrostgefährdung ergibt, und dass die Sorte sehr winterfrostempfindlich ist. Die Gescheine haben eine hohe Peronospora-Anfälligkeit. Durch die Blüteempfindlichkeit sind die Erträge unregelmäßig. Trockenheit wird vom Rebstock nicht gut vertragen, und die Beeren werden im Reifestadium auch gerne von Vögeln aufgesucht.

## Ertrag
Die wuchskräftige Sorte erbringt häufig (vom Blühwetter abhängig) hohe Erträge. Eine strenge Ertragsregulierung ist zur Erzielung hoher Qualität unerlässlich. Kühles Blühwetter führt zum Verrieseln der Blüten und damit zu geringeren Erträgen.

## Wein
Die Sorte ergibt fruchtige, mollige, körperreiche und vollmundige Weine, die nach wenigen Jahren der Lagerung genussreif sind. Dieser Tatsache ist ihre jetzige Popularität zu verdanken. In den Cuvées machen sich bereits geringe Anteile Merlot vorteilhaft bemerkbar. Die Weine werden früher zugänglich, möglicherweise jedoch unter Einbußen bei der Langzeit-Haltbarkeit. In der Alterung (mittel bis gut) kann ein Merlot gewinnen und weicher werden, oft jedoch verringern sich die Fruchtaromen, und zarte Kräuteraromen spielen sich in den Vordergrund.
Als reiner Sortenwein, so, wie er in Übersee oder im Kanton Tessin ausgebaut wird, ist der Merlot selten anzutreffen. Dies gilt speziell für den italienischen Anbau. Es gibt nur wenige Ausnahmen von dieser Regel, wie etwa in Frankreich. Dort werden die teuersten Weine von Bordeaux als reine oder fast reine höchstklassige Merlots erzeugt: siehe Château Pétrus.
Merlot eignet sich bestens zum Verfeinern und Harmonisieren anderer Sorten, wobei sich als der wohl geeignetste Partner der Cabernet Sauvignon herauskristallisiert hat. Dabei kommt dem Merlot zugute, dass er gut mit Eiche harmoniert, sich also zur Fasslagerung (im Barrique) empfiehlt. Daher haben fast alle Bordeaux-Weine einen mehr oder minder hohen Anteil Merlot in der Cuvée.

## Wirtschaftliche Bedeutung
| Land                | Rebfläche ha 2000 | Rebfläche ha 2016 |
| ------------------- | ----------------- | ----------------- |
| Gesamtfläche        | 207.768           | 266.441           |
| Frankreich          | 101.309           | 108.483           |
| Italien             | 21.861            | 24.057            |
| Vereinigte Staaten  | 16.875            | 21.251            |
| Volksrepublik China |                   | 16.700            |
| Spanien             | 1.186             | 12.852            |
| Chile               | 12.825            | 12.057            |
| Rumänien            | 7.810             | 11.647            |
| Bulgarien           | 11.169            | 10.050            |
| Australien          | 7.669             | 8.415             |
| Moldau              | 8.123             | 7.689             |
| Argentinien         | 6.263             | 5.632             |
| Südafrika           | 4.837             | 5.558             |
| Russland            |                   | 2.988             |
| Serbien             | 0                 | 1.968             |
| Ungarn              | 486               | 1.961             |
| Ukraine             |                   | 1.400             |
| Griechenland        | 183               | 1.393             |
| Nordmazedonien      |                   | 1.240             |
| Neuseeland          | 656               | 1.239             |
| Schweiz             | 848               | 1.124             |

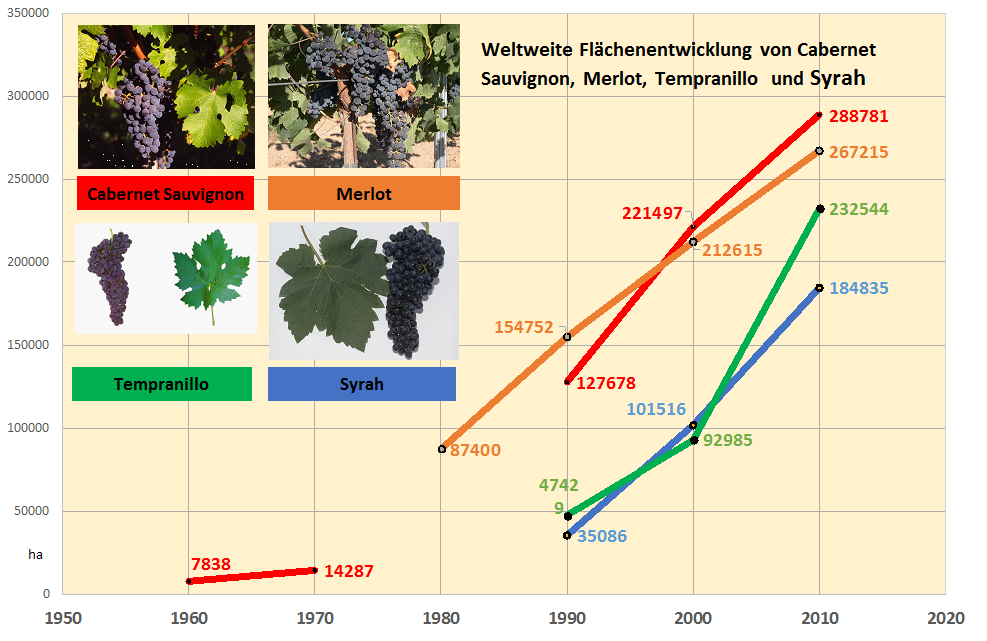
Weltweite Flächenentwicklung von Cabernet Sauvignon und Merlot

In fast allen Weinbauregionen der Welt spielt der Merlot eine gewichtige Rolle. Die 20 größten Anbauländer hatten weltweit 2016 zusammen 96,7 % der Merlot-Anbauflächen. Zum Vergleich: In Österreich waren 724 ha: S. 87 und in Deutschland 553 ha mit der Merlottraube bestockt.

### Merlot in Frankreich
Bis heute ist Merlot eine der sechs Rebsorten, die für Rotweine im Bordeaux verwendet werden dürfen (die anderen Sorten sind Cabernet Sauvignon, Cabernet Franc, Carménère, Malbec und Petit Verdot).
An hohem oder geringem Merlot-Einsatz teilt sich regelmäßig die Bordelaiser Jahrgangs-Qualität: War die Reifezeit lang, so sind oft die Cabernet-betonten Weine die besseren; war die Reifungsphase jedoch witterungsbedingt eingeschränkt, so stehen oft die hoch Merlot-haltigen Weine vorn. Am gravierendsten sind die Unterschiede, wenn guter Merlot eingebracht wurde und es die spätere Cabernet-Ernte dann verregnete.
Man spricht mit Bezug zum Merlot über
- Weine vom „Rechten Ufer“: Saint-Émilion und Pomerol mit viel Merlot-Einsatz liegen am rechten Ufer der Dordogne.
- Weine vom „Linken Ufer“: die Médoc-Halbinsel bildet das linke Ufer der Garonne. Dort werden zumeist Weine mit Cabernet-Betonung erzeugt.

Einige der besten Rotweine überhaupt werden aus der Merlot-Traube gekeltert. Hierzu zählen die aus Saint-Émilion und vor allem aus dem Pomerol, allen voran die legendären Pétrus und Le Pin. Auf den lehmigen und sandigen Böden, die in diesem Teil Bordeaux vorherrschen, ergibt sie rubinrote, fleischige Weine von größter Distinktion. Allerdings weisen sie weniger Tannin, eine niedrigere Säure und eine geringere Langlebigkeit auf als Cabernet-Sauvignon-Weine, dafür aber eine höhere Alkoholgradation. Ihr Aroma ähnelt in der Jugend dem der Cabernet-Weine, wobei statt der herben, aristokratischen Strenge eher süße, malzige Töne in den Vordergrund treten.

### Merlot in Italien
Der Merlot ist Bestandteil der DOC-Weine Assisi, Bagnoli di Sopra, Bolgheri, Breganze, Capriano del Colle, Carso, Castelli Romani, Circeo, Colli Altotiberini, Colli Berici, Colli Bolognesi, Colli del Trasimeno, Colli dell’Etruria Centrale, Colli di Conegliano, Colli di Scandiano e di Canossa, Colli Etruschi Viterbesi, Colli Orientali del Friuli, Colline Lucchesi, Collio Goriziano, Contea di Sclafani, Contessa Entellina, Controguerra, Delia Nivolelli, Friuli-Annia, Friuli Aquileia, Friuli Grave, Friuli Isonzo, Friuli Latisana, Garda, Garda Colli Mantovani, Lago di Corbara, Lison Pramaggiore, Maremma Toscana, Menfi, Montello – Colli Asolani, Piave, Pomino, Rosso Orvietano, Sant’Antimo, Sciacca, Südtirol, Trentino, Valcalepio und Valdichiana toscana.
In Italien wird der Merlot häufig mit der Rebsorte Sangiovese verschnitten. Im Weinbaugebiet Isonzo führt die Weinstraße Strada del Merlot durch Merlot-Weinberge entlang des Flusses Isonzo.

### Merlot in der Schweiz
| Region                           | Hektar 2016 | Hektar 2017 | Gesamt- Fläche (ha) | Anteil (je Region) |
| -------------------------------- | ----------- | ----------- | ------------------- | ------------------ |
| Tessin                           | 877         | 897         | 1122                | 82,78 %            |
| Wallis                           | 112         | 138         | 4804                | 2,88 %             |
| Waadt                            | 52          | 61          | 3775                | 1,63 %             |
| Genf                             | 45          | 48          | 1410                | 3,43 %             |
| Deutschschweiz                   |             | 22          | 2656                | 1,06 %             |
| fehlender Wert nicht ermittelbar |             |             |                     |                    |

Merlot wird in der Schweiz auf 1177 ha (8,06 % Gesamtweinanbau, Stand 2017) angebaut und steht bei den Rotweinsorten nach Pinot Noir 3672 ha (25,14 %) und knapp hinter Gamay 1224 ha (8,38 %) an dritter Stelle. Bereits in der Mitte des 19. Jahrhunderts kam diese Rebsorte von Frankreich her in die Waadt. Nach der Reblausplage gab es ab 1906 wieder erste Anpflanzungen im Tessin, heute mit Abstand die wichtigste Anbauregion, wo der Großteil des Schweizer Merlots wächst. Erst seit 1997 wird Merlot wieder außerhalb des Tessins an- und ausgebaut. Im Kanton Waadt kann er unter besten Voraussetzungen auch als Premier Grand Cru für den Markt zugelassen werden.  Ein kontinuierlicher Zuwachs an der Rebbaufläche ist feststellbar.
Im Tessin werden 20–25 % der Merlot-Ernte zu Weißwein verarbeitet, indem man sie nur leicht presst und ihren Fruchtsaft abzieht. Diese Weine kommen als Bianco del Merlot in den Handel.

### Merlot in Österreich
Der Anbau von Merlot steht bei den Rotweinen in Österreich an sechster Stelle und macht 1,6 % der Gesamtjahresproduktion aus (Stand 2017). Das wichtigste Bundesland für Rotweinanbau ist das Burgenland. Von seinen insgesamt 13.100 Hektar wird Merlot auf 3,3 %, also auf 432 ha der Landesfläche angebaut nach Blaufränkisch (mit 21,7 %) und Zweigelt (mit 19,2 %) und vor Sankt Laurent und Cabernet Sauvignon (mit je 2,8 %).: S. 87
1986, also ein Jahr nach dem Glykolwein-Skandal, wurde der Anbau als Qualitätswein mit geschützter Ursprungsbezeichnung zugelassen.: S. 104

### Merlot in Deutschland
Die Rebflächen in Deutschland verteilten sich im Jahr 2015 wie folgt auf die einzelnen Anbaugebiete:
| Anbaugebiet             | Fläche in ha |
| ----------------------- | ------------ |
| Pfalz                   | 292          |
| Rheinhessen             | 180          |
| Württemberg             | 57           |
| Baden                   | 45           |
| Nahe                    | 18           |
| Franken                 | 10           |
| Mosel                   | 8            |
| Rheingau                | 5            |
| Hessische Bergstraße    | 2            |
| Ahr                     | 1            |
| Saale-Unstrut           | 1            |
| Gesamt Deutschland 2015 | 619          |

In Deutschland gibt es seit einigen Jahren immer mehr ehrgeizige, jedoch meist örtlich recht umstrittene Versuche, hochwertigen Merlot zu erzeugen. Bei etlichen engagierten Winzern in der Pfalz, in Baden und in Württemberg sind schon gute Ergebnisse erreicht worden. Der Klimawandel hilft hier mit.

## Synonyme
Alicante, Alicante Noir, Begney, Bidal, Bidalhe, Bidney, Bignay, Bigney, Bigney Rouge, Bini, Bini Ruzh, Bioney, Black Alicante, Bordeleza Belcha, Bordeleze Belcha, Cabernet Del Cleto, Crabutet, Crabutet Noir, Crabutet Noir, Merlau, Ferjansckova, Hebigney, Higney, Higney Rouge, Lambrusco Munari, Langon, Lecchumskij, Medoc Noir, Merlan, Merlau, Merlau Rouge, Merlaud, Merlaut, Merlaut Noir, Merle, Merle Petite, Merleau, Merlo, Merlo (Italien), Merlot, Merlot Black, Merlot Blau, Merlot Blauer, Merlot Crni, Merlot Nero, Merlott, Merlou, Odzalesi, Odzhaleshi, Odzhaleshi Legkhumskii, Petit Merle, Picard, Pikard, Plan Medre, Planet Medok, Plant Du Fleuve, Plant Du Medoc, Plant Medoc, Plant Medre, Saint Macaire, Seme De La Canau, Seme Dou Flube, Semilhon Rouge, Semilhoum Rouge, Semilhoun Rouge, Semillon Rouge, Sud Des Graves, Vidal, Vini Ticinesi, Vitraelle, Vitrai, Vitraille